# Tynia Gaither
Tynia Gaither (Freeport, 16 marzo 1993) è una velocista bahamense.

## Biografia
Nata a Freeport, si è trasferita a Kissimmee, in Florida, dove ha frequentato le scuole superiori e successivamente ha studiato all'University of Southern California, gareggiando con la squadra collegiale nei campionati NCAA., raggiungendo ottimi risultati. Dopo aver vinto due medaglie d'oro alla prima edizione dei Giochi olimpici giovanili di Singapore 2010 nella staffetta mista (gareggiando con le Americhe) e nei 200 metri piani, ha debuttato internazionalmente tra i seniores nel 2016, partecipando dapprima ai Mondiali indoor di Portland e poi a due gare di velocità ai Giochi olimpici di Rio de Janeiro 2016. Ha partecipato ai Mondiali di Londra 2017 e Doha 2019, entrambe le volte centrando la gara finale. Nel 2019 ha vinto una medaglia di bronzo ai Giochi panamericani in Perù.

## Palmarès
| Anno | Manifestazione            | Sede           | Evento          | Risultato  | Prestazione | Note                          |
| ---- | ------------------------- | -------------- | --------------- | ---------- | ----------- | ----------------------------- |
| 2010 | Giochi CARIFTA U20        | George Town    | 100 m piani     | 6ª         | 11"86       |                               |
| 2010 | Giochi CARIFTA U20        | George Town    | 200 m piani     | Argento    | 23"83       |                               |
| 2010 | Giochi CARIFTA U20        | George Town    | 4×100 m         | Argento    | 45"59       |                               |
| 2010 | Mondiali juniores         | Moncton        | 200 m piani     | Semifinale | 24"48       |                               |
| 2010 | Mondiali juniores         | Moncton        | 4×100 m         | Batteria   | 45"45       |                               |
| 2010 | Giochi olimpici giovanili | Singapore      | 200 m piani     | Argento    | 23"68       | Miglior prestazione personale |
| 2010 | Giochi olimpici giovanili | Singapore      | Staffetta mista | Oro        | 2'05"62     |                               |
| 2011 | Giochi CARIFTA U20        | Montego Bay    | 100 m piani     | 5ª         | 11"72       |                               |
| 2016 | Mondiali indoor           | Portland       | 60 m piani      | Batteria   | 7"41        |                               |
| 2016 | Giochi olimpici           | Rio de Janeiro | 100 m piani     | Batteria   | 11"56       |                               |
| 2016 | Giochi olimpici           | Rio de Janeiro | 200 m piani     | Semifinale | 23"45       |                               |
| 2017 | World Relays              | Nassau         | 4×100 m         | 6ª         | 44"01       |                               |
| 2017 | Mondiali                  | Londra         | 200 m piani     | 8ª         | 23"07       |                               |
| 2017 | Mondiali                  | Londra         | 4×100 m         | Batteria   | dnf         |                               |
| 2018 | Campionati NACAC          | Toronto        | 200 m piani     | 6ª         | 23"41       |                               |
| 2019 | Giochi panamericani       | Lima           | 200 m piani     | Bronzo     | 22"76       |                               |
| 2019 | Giochi panamericani       | Lima           | 4×100 m         | Finale     | dnf         |                               |
| 2019 | Mondiali                  | Doha           | 100 m piani     | Semifinale | 11"20       |                               |
| 2019 | Mondiali                  | Doha           | 200 m piani     | 8ª         | 22"90       |                               |
| 2021 | Giochi olimpici           | Tokyo          | 100 m piani     | Semifinale | 11"31       |                               |
| 2022 | Mondiali                  | Eugene         | 100 m piani     | Semifinale | dq          |                               |
| 2022 | Mondiali                  | Eugene         | 200 m piani     | Semifinale | 22"41       | Miglior prestazione personale |
| 2022 | Giochi del Commonwealth   | Birmingham     | 100 m piani     | 7ª         | 11"23       |                               |
| 2022 | Giochi del Commonwealth   | Birmingham     | 200 m piani     | Batteria   | dns         |                               |
| 2022 | Campionati NACAC          | Freeport       | 200 m piani     | Argento    | 22"41       |                               |
| 2022 | Campionati NACAC          | Freeport       | 4x100 m         | Argento    | 43"34       |                               |